# Jaroslav Jarkovský
Jaroslav Jarkovský, češki hokejist, * 8. julij 1887, † 18. november 1948.
Jarkovský je za češko (bohemsko) reprezentanco nastopil na dveh Evropskih prvenstvih, na katerih je osvojil po eno zlato in srebrno medaljo, skupno pa je za reprezentanco dosegel šestnajst golov v dvanajstih nastopih. 